# دهستان آمبلا
دهستان آمبلا (به لاتین: Ambla Parish) یک سکونتگاه مسکونی در استونی است که در شهرستان یروا واقع شده‌است.

## خصوصیات
دهستان آمبلا ۱۶۶ کیلومترمربع مساحت و ۲٬۴۲۳ نفر جمعیت دارد.